# Henry Heerup
Henry Heerup (Frederiksberg, 4 de noviembre de 1907 - 30 de mayo de 1993) fue un pintor y escultor danés.
Estudió pintura con Axel Jørgensen y Einar Nielsen en la Real Academia Danesa de Arte, donde también estudió escultura de Einar Utzon-Frank. Pintó El viejo roble en Wolfvalley en 1924, su primera pintura al óleo.

## Inicios
creció en Nørrebro en Copenhague, donde vivía con su madre Sera, Henry se casó con Emilie Heerup Westh en 1933 con quien tuvo dos hijos OLE y Nanna. Heerup desde su infancia tenía una característica peculiar que lo llevó de niño a ver las cosas extravagantes en los patios Nørrebros o dibujar pequeños bocetos del mundo que lo rodeaba. La escuela no era algo que lo atraía, y después de siete años en la escuela sin buenos recuerdos trató de aprender por su propia cuenta, utilizando prensas de piedra, rotulos, moldes de bronce y litógrafos.
Durante los década de 1930 desarrolló sus primeras esculturas . Durante la década de 1940 fue miembro de "la Esquina" y "Host", con los cuales trabajo.

## El Arte de Heerup
Todos los días Heerup, tenía una producción artística enorme. Las piedras, la basura, el papel y el lienzo, todos estos materiales eran  los materiales con los que él mismo expresaba su arte. El reciclaje era algo fundamental para Heerup. Todo lo que se consideraba que no servía, Heerup podía ver oportunidades particulares de darle nueva vida. También se han encontrado materiales tallados en un residuo de linóleo.
Para Heerup la concepción de la vida hasta la muerte estaba llena de alegría, asombro, amor,tristeza y dolor, todo esto también lo reflejaba en sus obras de arte. Por todo esto el arte de Heerup fue único debido a que para el, todo lo que consideramos algo insignificante para él era algo lleno de "fantasía" en el cual podía convertir un cubo de basura en arte, para Heerup era como una cámara de tesoros y un depósito de oportunidades perdidas.

"La Basura lleva las cosas inservibles para el hombre - las cosas que para el artista pueden tener nueva vida."
Heerup

Ese era el pensamiento de este Artista.
En 1949 se unió a CoBrA y participó en algunas de sus exposiciones. Ganó fama internacional y expuso en Europa y América del Norte. La película Un Año con Henry fue realizada por Jens Jørgen Thorsen y Jørgen Roos y estrenada en 1967. Heerup fue nombrado miembro de la Orden de Dannebrog en 1968.
En su muerte en 1993, Henry Heerup fue enterrado en el cementerio de Assistens en la división de Nørrebro, en Copenhague.